# 36e brigade de fusiliers motorisés de la Garde
Pour les articles homonymes, voir 36e brigade.
La 36e brigade de fusiliers motorisés de la Garde (en russe : 36-я отдельная гвардейская мотострелковая бригада) est une brigade d'infanterie des forces terrestres russes, dont l'héritage remonte à la création de la 38e division de fusiliers de la Garde (en russe : 38-я гвардейская стрелковая дивизия) à partir du 4e corps aéroporté (en) pendant la Seconde Guerre mondiale en 1942.
La 36e brigade est patronée par le diocèse de Nertchinsk de l'Église orthodoxe russe.

## Historique
La 38e division de fusiliers de la Garde obtient son titre honorifique Lozovskaïa le 23 septembre 1943 pour ses engagements dans la prise de Lozova, en Ukraine soviétique.
En juin 1957, la 38e division de fusiliers de la Garde est réorganisée en 38e division de fusiliers motorisés de la Garde. Elle rejoint sa nouvelle garnison à Sretensk, dans l'oblast de Tchita, en 1967. En 1989, la division est réorganisée sous le nom de 131e division de mitrailleuses et d'artillerie de la Garde.
La division déménage à Olaviannaïa dans le district d'Olovianninsky (oblast de Tchita) en 1992. En 2001, l'unité est convertie en division de fusiliers motorisés. En juin 2009, la division est une nouvelle fois réorganisée, convertie en brigade de fusiliers motorisés, rejoignant la ville de Borzia, dans le kraï de Transbaïkalie.

### Invasion russe de l'Ukraine
La brigade participe à l'invasion russe de l'Ukraine, où elle est d'abord engagée dans l'offensive de Kiev à l'arrière des 35e et 36e armées et des VDV. Elle est repérée à Borodianka où elle est confrontée à des combats. Un groupe tactique de bataillon (BTG) de la 36e brigade est localisé le 1er avril à Mazyr, en aval de la rivière Pripiat, à 190 km au nord-nord-ouest de Kiev.
En novembre 2022, la 36e brigade participe à la bataille de Vouhledar où elle subit des pertes lors des combats de Pavlivka. Elle est positionnée sur le flanc droit, entre Mykilske et Volodymirvka.
Le 22 février 2024, près du village de Troudivske (uk), dans l'oblast occupé de Donetsk, 60 soldats de la 36e brigade de fusiliers motorisés de la Garde, sont tués par deux HIMARS, dont le commandant de la brigade. Au moment de l'attaque, 200 à 300 militaires de trois compagnies de la brigade attendaient l'arrivée du commandant de la 29e armée du district militaire est, le général de division Oleg Moïsseïev,,,.